# Sommervieu
Sommervieu település Franciaországban, Calvados megyében. Lakosainak száma 987 fő (2022. január 1.). Sommervieu Magny-en-Bessin, Le Manoir, Ryes, Saint-Vigor-le-Grand és Vienne-en-Bessin községekkel határos.

## Népesség
A település népessége az elmúlt években az alábbi módon változott:
| Lakosok száma | 343  | 804  | 786  | 967  | 1027 | 1016 | 990  | 993  | 987  | 987  |
|               | 1968 | 1982 | 1990 | 2006 | 2013 | 2015 | 2017 | 2019 | 2020 | 2022 |